# Communauté de communes de la Beauce ligérienne
La communauté de communes de la Beauce ligérienne est une ancienne communauté de communes française, située dans le département de Loir-et-Cher.

## Géographie

### Composition
Elle était composée des communes suivantes :
1. Avaray
2. Courbouzon
3. Cour-sur-Loire
4. La Chapelle-Saint-Martin-en-Plaine
5. Lestiou
6. Maves
7. Mer
8. Muides-sur-Loire
9. Mulsans
10. Suèvres
11. Talcy
12. Villexanton

## Historique
- 31 décembre 2015 : la communauté de communes est dissoute pour fusionner avec la communauté de communes de Beauce et Forêt et former la communauté de communes Beauce Val de Loire au 1er janvier 2016.

## Démographie
La communauté de communes de la Beauce ligérienne comptait 12 419 habitants (population légale INSEE) au 1er janvier 2007. La densité de population est de 60,5 hab./km2.

### Évolution démographique
| 1968  | 1975   | 1982   | 1990   | 1999   | 2007   | - | - | - |
| ----- | ------ | ------ | ------ | ------ | ------ | - | - | - |
| 9 677 | 10 163 | 11 228 | 11 618 | 11 895 | 12 419 | - | - | - |

## Politique communautaire

### Représentation

#### Présidents de la communauté de communes
| Période | Période | Identité     | Étiquette | Qualité |
| ------- | ------- | ------------ | --------- | ------- |
|         | 2015    | Claude Denis |           |         |

### Compétences
Obligatoires
- Développement économique

La Communauté de communes de la Beauce ligérienne a créé le parc d'activités industrielles et logistiques des "Portes de Chambord" sur le territoire de la commune de Mer. Particulièrement bien situé et desservi[réf. souhaitée], il a vu, fin 2006 l'installation, par La Poste, de l'importante plate-forme colis de Mer avec une trieuse de paquets à grand débit de près de 1 km de long. Elle peut traiter 150 000 colis par jour.
- Aménagement du territoire

Optionnelles
- Assainissement
- Collecte et traitement des ordures ménagères
- Politique du logement
- Voirie d'intérêt communautaire
- Petite enfance

### Identité visuelle
|  | Logo de la Communauté de Communes |

## Pour approfondir
- Site officiel

## Sources
- le splaf
- la base aspic